# 加布里駅
加布里駅（かふりえき）は、福岡県糸島市神在東四丁目にある、九州旅客鉄道（JR九州）筑肥線の駅である。駅番号はJK10。

## 歴史
- 1924年（大正13年）4月1日：北九州鉄道の駅として開設[2]。
- 1937年（昭和12年）10月1日：北九州鉄道が買収、国有化[2]。鉄道省筑肥線の駅となる。
- 1972年（昭和47年）
  - 2月10日：荷物扱い廃止[3]。駅員無配置駅となる[4]。
  - 3月1日：貨物取扱廃止[2]。
- 1987年（昭和62年）4月1日：国鉄分割民営化に伴い、九州旅客鉄道（JR九州）の駅となる[2]。
- 2010年（平成22年）3月13日：ICカード「SUGOCA」の利用を開始[5]。
- 2016年（平成28年）3月26日：再度無人駅化[6][7]。

## 駅構造
島式ホーム1面2線を有する地上駅。小さな橋上駅舎を備える。
有人駅だったが、2016年3月に無人駅化された。簡易SUGOCA改札機を備え、SUGOCAの使用が可能である。

### のりば
| のりば | 路線   | 方向 | 行先                       |
| ------ | ------ | ---- | -------------------------- |
| 1      | 筑肥線 | 上り | 天神・博多・空港方面       |
| 2      | 筑肥線 | 下り | 筑前深江・唐津・西唐津方面 |

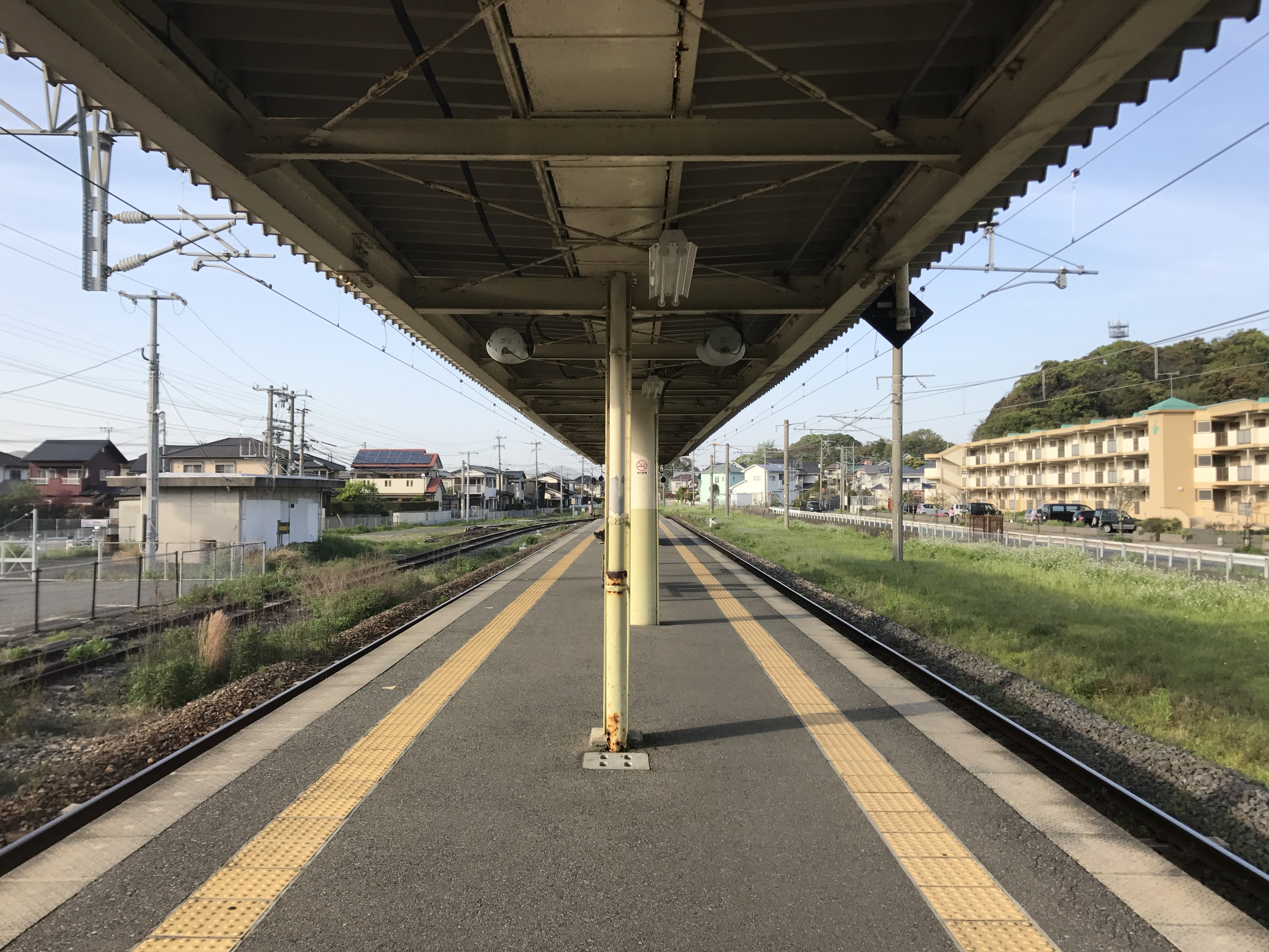
ホーム（2017年2月）
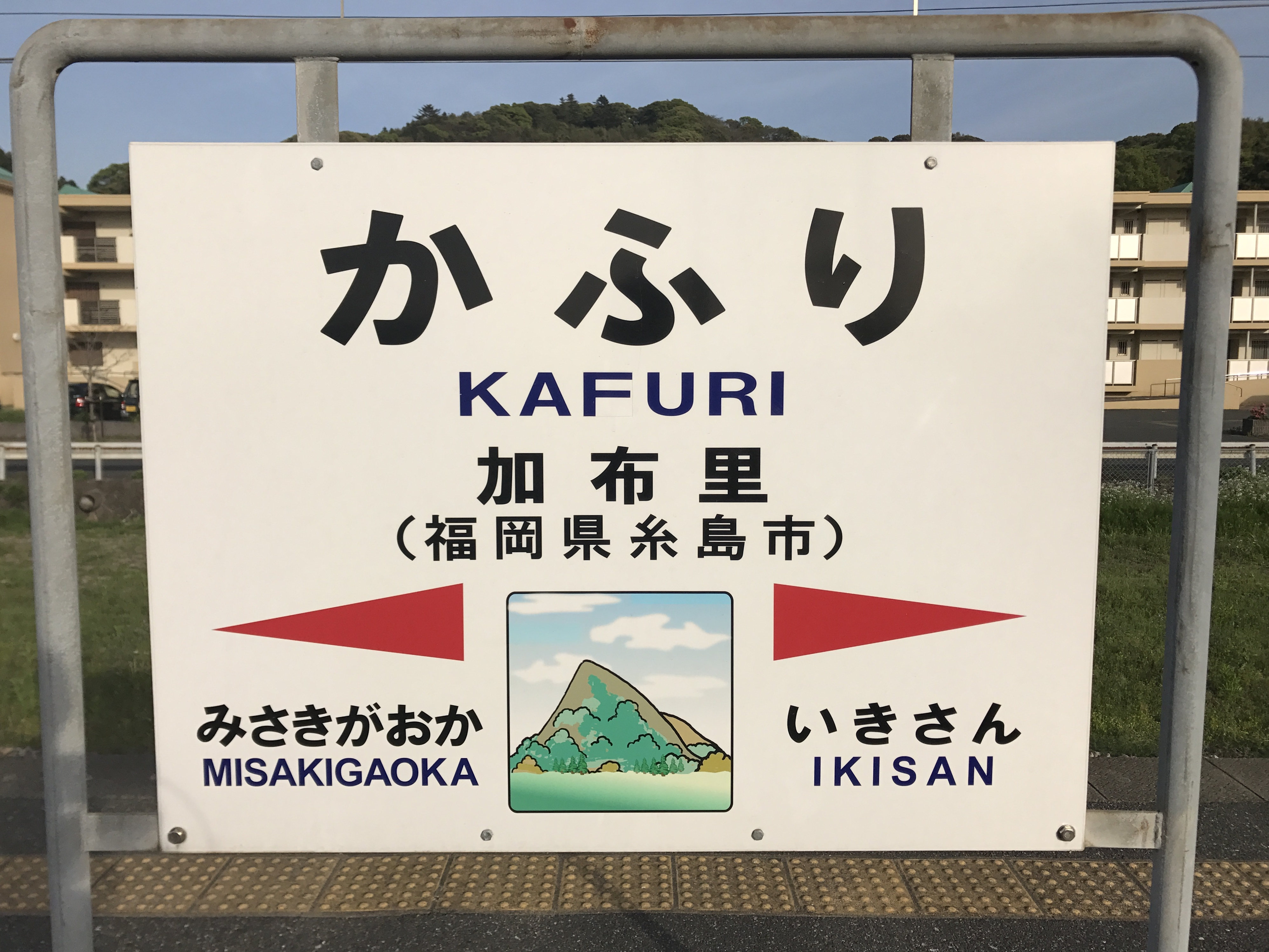
可也山が描かれた駅名標（2017年4月）

## 利用状況
2023年（令和5年）度の1日平均乗車人員は623人である。
JR九州及び糸島市統計白書によると、近年の1日平均乗車人員の推移は下記の通り。
| 年度   | 1日平均 乗車人員 | 出典   |
| ------ | ---------------- | ------ |
| 2005年 | 863              | [ 9 ]  |
| 2006年 | 864              | [ 9 ]  |
| 2007年 | 841              | [ 9 ]  |
| 2008年 | 853              | [ 9 ]  |
| 2009年 | 774              | [ 9 ]  |
| 2010年 | 759              | [ 9 ]  |
| 2011年 | 750              | [ 9 ]  |
| 2012年 | 752              | [ 9 ]  |
| 2013年 | 727              | [ 9 ]  |
| 2014年 | 699              | [ 9 ]  |
| 2015年 | 676              | [ 9 ]  |
| 2016年 | 673              | [ 10 ] |
| 2017年 | 660              | [ 11 ] |
| 2018年 | 640              | [ 12 ] |
| 2019年 | 664              | [ 13 ] |
| 2020年 | 530              | [ 14 ] |
| 2021年 | 542              | [ 15 ] |
| 2022年 | 582              | [ 16 ] |
| 2023年 | 623              | [ 8 ]  |

## 駅周辺
- 糸島市立加布里小学校
- 釜塚古墳
- 釜揚げ牧のうどん本社
- 糸島農業協同組合（JA糸島）加布里支店
- 塚本鮮魚店

## 隣の駅
九州旅客鉄道（JR九州）
 筑肥線
■快速
通過
■普通
美咲が丘駅 (JK09) - 加布里駅 (JK10) - 一貴山駅 (JK11)